# 列強

現在、列強と見なされる国々
----
国連安保理常任理事国である列強：アメリカ・中国・ロシア・イギリス・フランス
第二次世界大戦で枢軸国だった列強：日本・ドイツ・イタリア

列強（れっきょう、英: great powers / major powers）とは、世界規模の影響力を持つ複数の国を指す用語である。
列強は政治的・経済的・外交的・軍事的・文化的な力を持ち、しばしば他の国々の行動に影響を与える。国際関係の理論では列強の位置付けはその力を発揮できる能力・領土などの空間・国際的な地位などの面から特徴付けられる。
いくつかの国が広く列強と呼ばれているが、その明確な定義は存在せず、ウィーン会議やパリ講和会議などの国際会議や国際連合安全保障理事会などの国際組織によって公式に認められる。
列強の用語はナポレオン・ボナパルト後のヨーロッパで最も重要な諸国を表すために最初に使用された。以後国際的な勢力均衡は何回も入れ替わり、特に第一次世界大戦と第二次世界大戦により大幅に入れ変わった。
なお、日本語での「列強」は、通常、複数の大国または強国を指して使われており、個々の国は単に大国や強国などと呼ばれる。「列強」は第二次世界大戦までの世界情勢を表す際により使われる傾向があり、第二次世界大戦後の世界情勢については「先進国」や「主要国」などの用語が用いられる傾向がある。

## 概要

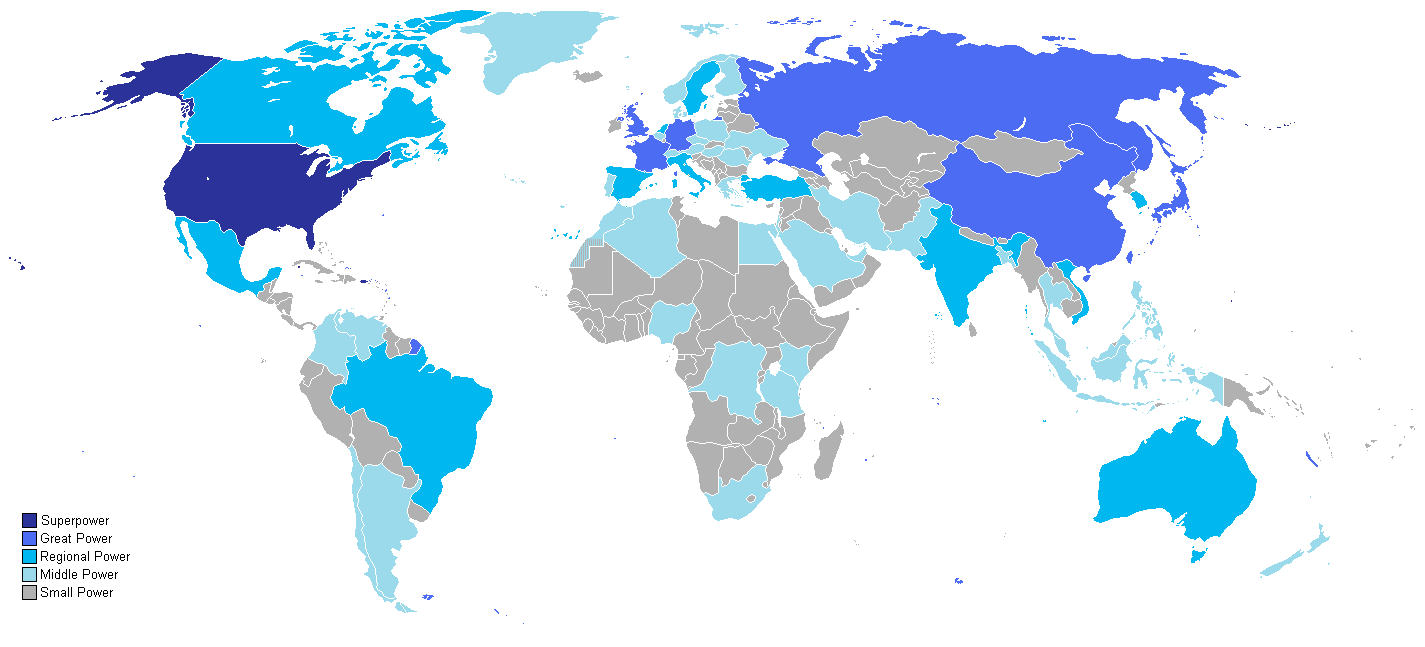
主に超大国とみなされる国アメリカ合衆国
主に大国とみなされる国中国・ロシア・イギリス・フランス・ドイツ・日本
主に地域大国とみなされる国
主に中級国家とみなされる国

19世紀初頭にナポレオン戦争後のウィーン体制下における五国同盟（グレートブリテン及びアイルランド連合王国・フランス王国・オーストリア帝国・プロイセン王国・ロシア帝国）によって、列強の概念が強く意識されるようになった。また、オーストリア、プロイセンは前者を議長国として他の諸国とともにドイツ連邦を構成していたが、緩い国家連合体で主権国家的な実態はなかった。このうち、プロイセンはオーストリアを除くドイツ連邦諸国を事実上吸収してドイツ帝国となり（形式上は連邦帝国で、旧国家や王の地位は大部分残された）、敗れてドイツから除外されたオーストリアは支配地ハンガリーの自治権を認めてオーストリア゠ハンガリー帝国となった。統一されたドイツは英国に替わり世界一の経済大国となるが、その後南北戦争を終えて国力を急進させたアメリカ合衆国がこれを抜き去る、19世紀末には既にアメリカが世界一の大国だった。
東アジアにおいては伝統的に中華思想に基づいて、中国歴代王朝の皇帝が『天下』を支配し冊封体制の下で東アジアの国際秩序を維持するものと考えられており、同時代、長きにわたり大清帝国が覇権を握っていた。
20世紀初頭に日露戦争終結後から第一次世界大戦の間頃までに、大日本帝国とイタリア王国が列強と見なされるようになる。間も無く1914年の第一次世界大戦の戦後処理によってオーストリア＝ハンガリー帝国は崩壊し列強から脱落した。しかしドイツとロシアの後身国ソビエト連邦は国内の混乱によりその国力が低下したものの、列強の地位を保った。
第二次世界大戦終結後は国際連合安全保障理事会常任理事国である五大国（アメリカ・中国・イギリス・フランス・ロシア）と日本・ドイツの7か国を指すことが多い。日本とドイツは第二次世界大戦の敗戦によって列強の地位から一度は脱落したものの、後に経済大国として大きな影響力を持つようになったため、列強の地位を再び得ている。将来の超大国候補とされ成長著しいインドや、第二次世界大戦の敗戦国でありながら日本・ドイツと同様に経済大国・文化大国としての地位を回復しG7に参加するイタリア、BRICSの一角に数えられ常任理事国入りを目指すブラジルなどを含める場合もある。ちなみに国際連合安全保障理事会常任理事国であるアメリカ・中国・ロシア・イギリス・フランス・の5か国はNPT（核拡散防止条約）に基づく核保有国である。
またスポーツなど特定の分野における強豪国を比喩的に「列強」と呼ぶこともある。

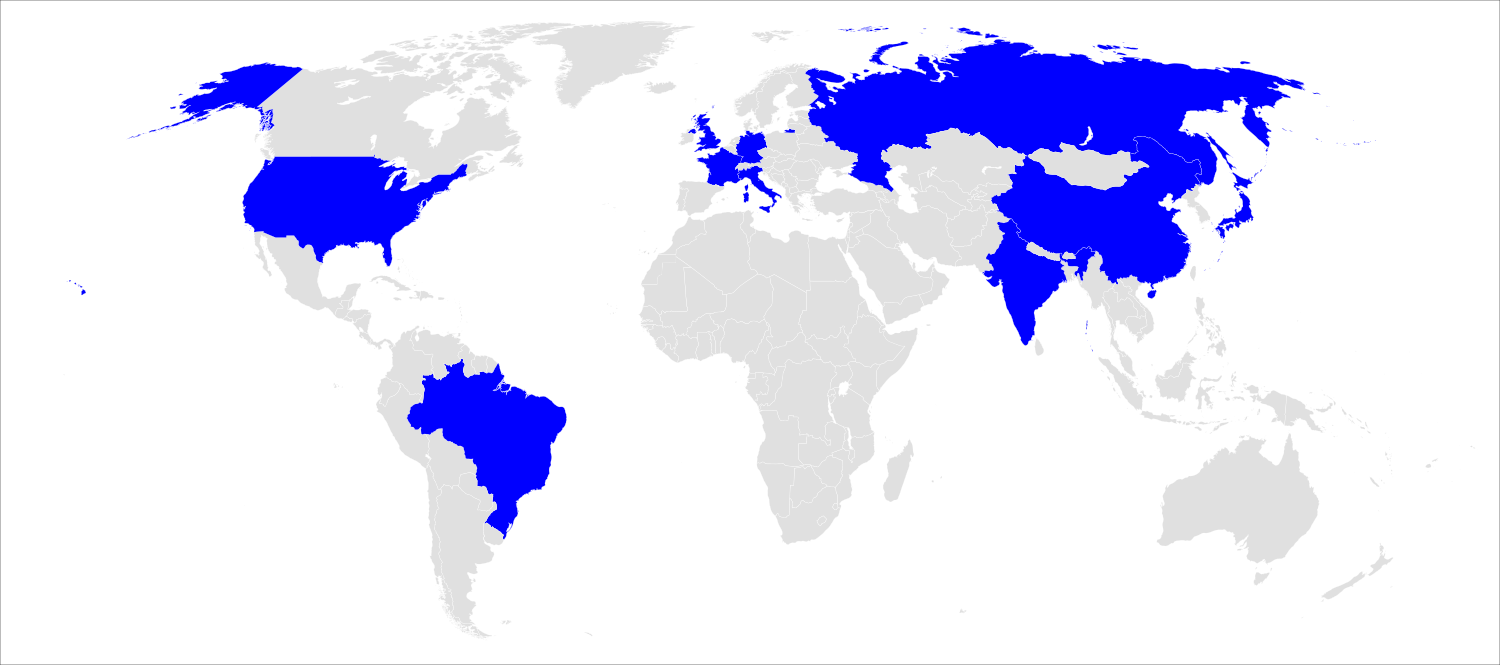
イタリア、インド、ブラジルを加えた最も広い意味での列強

21世紀の現代において、世界のGDPと軍事費の総合計はその半分以上がアメリカ・イギリス・フランス・ロシア・中国・日本・ドイツら7大国によって占められている。

## 現在、列強と見なされる国々

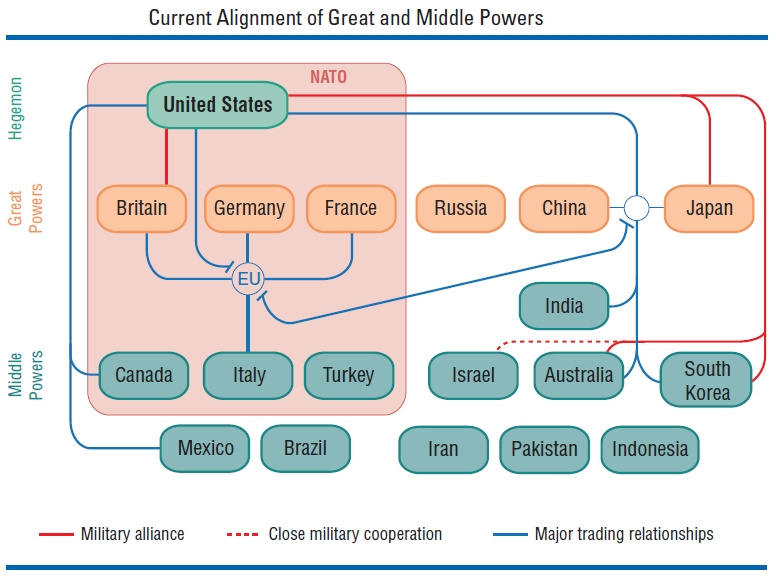
現在の大国間の相関図

列強と見なされる国々は論客によって異なることがあるものの、アメリカの国家情報会議や戦略国際問題研究所、イギリスの国際戦略研究所、スウェーデンのストックホルム国際平和研究所、インドの防衛研究協会、元日本国外務省所管の日本国際問題研究所、日本国防衛省所管の防衛研究所などはアメリカ、ロシア、日本、中国、イギリス、フランス、ドイツの7ヶ国を列強とおおよそ位置付けている。
地域統合の動きなどを考慮して、21世紀半ばにヨーロッパ諸国はヨーロッパ連合として列強になるとする予想がある。なお2020年にヨーロッパ連合から離脱したイギリスも列強の立場を維持していると予想されている。

## 各年代の列強の一覧
| 1815             | c. 1880                     | 1901                        | 1919           | c. 1939                    | 1945                       | c. 2001                                    |  |  |
| オーストリア帝国 | オーストリア=ハンガリー帝国 | オーストリア=ハンガリー帝国 |                |                            |                            |                                            |  |  |
| 大英帝国         | 大英帝国                    | 大英帝国                    | 大英帝国       | 大英帝国                   | 大英帝国                   | グレートブリテン及び北アイルランド連合王国 |  |  |
| 大清帝国         |                             |                             | 中華民国       |                            | 中華民国                   | 中華人民共和国                             |  |  |
| フランス王国     | フランス共和国              | フランス共和国              | フランス共和国 | フランス共和国             | フランス共和国             | フランス共和国                             |  |  |
| プロイセン王国   | ドイツ帝国                  | ドイツ帝国                  |                | ナチス・ドイツ             |                            | ドイツ連邦共和国                           |  |  |
|                  | イタリア王国                | イタリア王国                | イタリア王国   | イタリア王国               |                            | イタリア共和国                             |  |  |
|                  |                             | 大日本帝国                  | 大日本帝国     | 大日本帝国                 |                            | 日本国                                     |  |  |
| ロシア帝国       | ロシア帝国                  | ロシア帝国                  |                | ソビエト社会主義共和国連邦 | ソビエト社会主義共和国連邦 | ロシア連邦                                 |  |  |
|                  |                             | アメリカ合衆国              | アメリカ合衆国 | アメリカ合衆国             | アメリカ合衆国             | アメリカ合衆国                             |  |  |